# Barrio lambada
Barrio lambada è un singolo del cantautore italiano Fred De Palma, pubblicato il 23 maggio 2025.

## Descrizione
Il brano, scritto dallo stesso cantautore con Andrea Bonomo, è prodotto da Mattia Cerri, in arte Cino, e racconta un amore nato in pista, tra techno e lambada.

## Promozione
Il 10 maggio 2025 il cantautore hanno eseguito il brano in anteprima nel corso dell'ottava puntata del serale della ventiquattresima edizione del talent show Amici di Maria De Filippi. L'uscita del brano è stata poi annunciata il 19 maggio dallo stesso artista durante il suo concerto al Parco Ravizza di Milano, zona Bocconi.

## Video musicale
Il video musicale, diretto da Marc Lucas,  è stato pubblicato il 29 maggio 2025 attraverso il canale YouTube del cantautore.

## Tracce
Testi di Federico Palana e Andrea Bonomo, musiche di Mattia Cerri.
1. Barrio lampada – 2:41

## Formazione
- Fred De Palma – voce
- Mattia "Cino" Cerri – programmazione, produzione

## Classifiche
| Classifica (2025) | Posizione massima |
| ----------------- | ----------------- |
| Italia            | 36                |